# Baldegger Schwestern

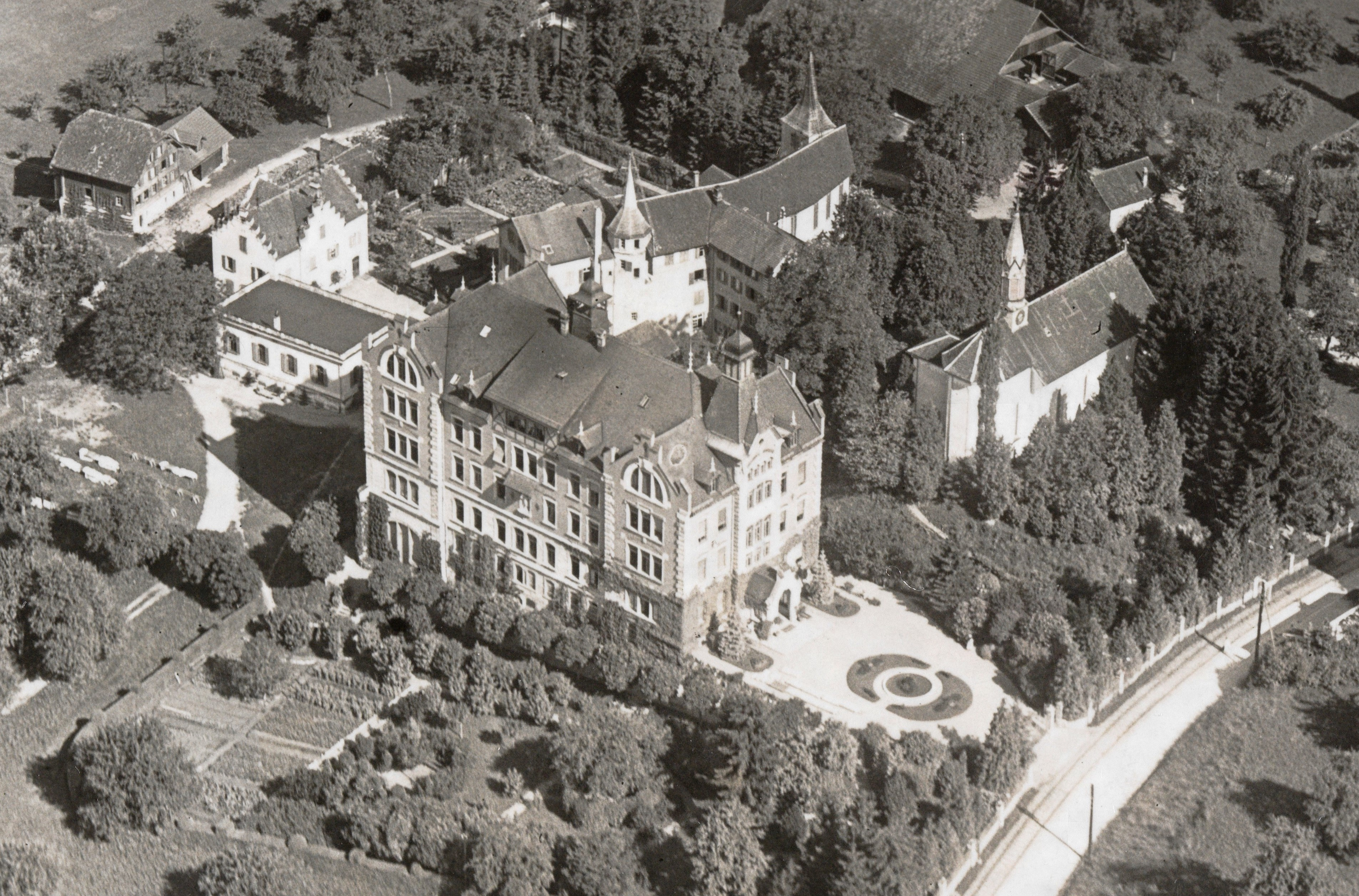
Institut von 1903 und Kloster/Schloss Baldegg mit Kapelle von 1865. Walter Mittelholzer 1927

Die Baldegger Schwestern (seit 1901: Schwestern von der Göttlichen Vorsehung) in Baldegg bei Hochdorf in der Schweiz sind ein 1830 gegründeter franziskanischer Frauenorden mit dem Sigel: OSF (Ordo Sancti Francisci).

## Geschichte

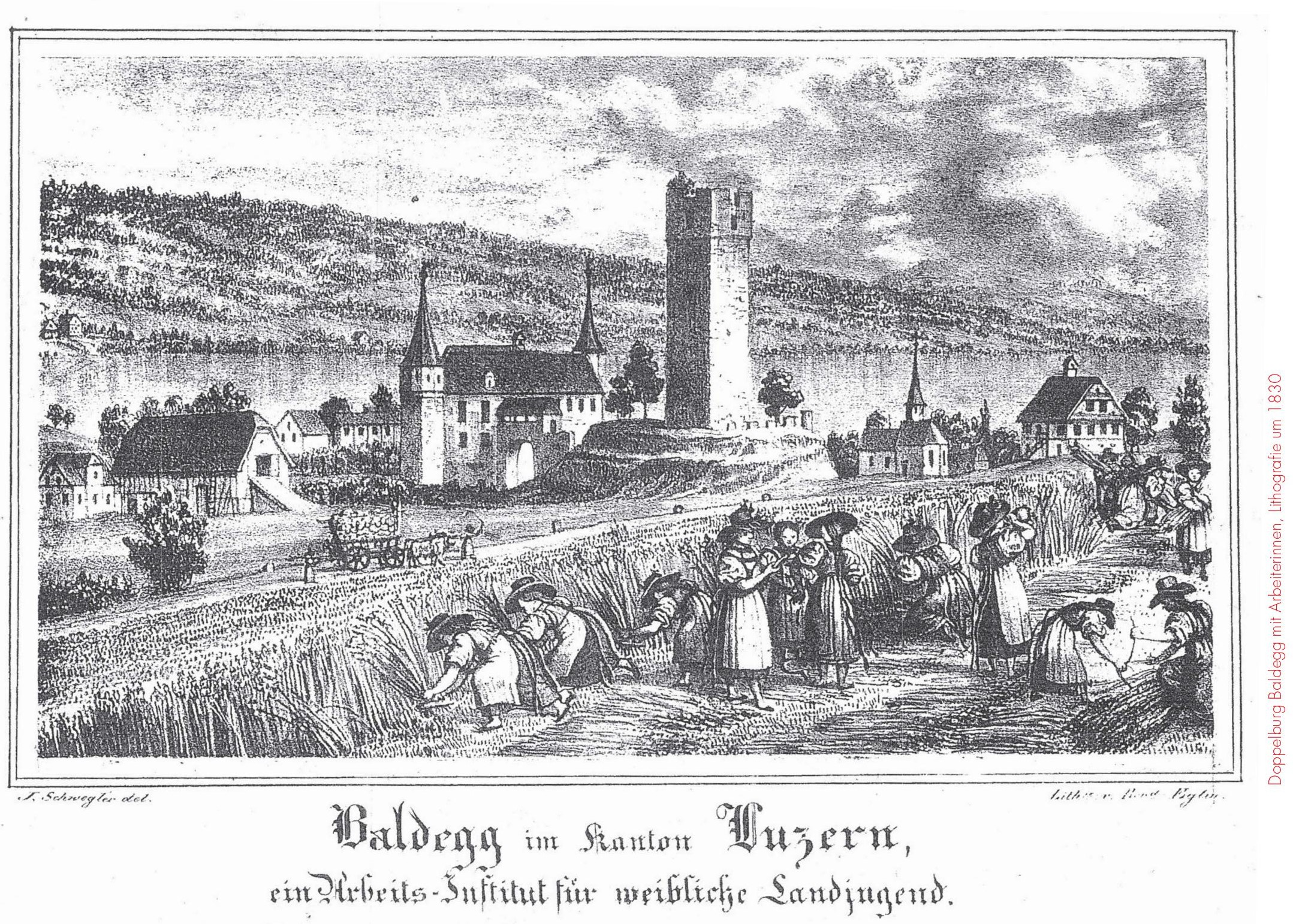
Arbeitsinstitut für weibliche Landjugend um 1830

Weil es bis zu diesem Zeitpunkt im ländlichen Luzerner Seetal kaum Bildungsmöglichkeiten für Mädchen und junge Frauen gab, wurde auf Initiative des Kaplans Josef Leonz Blum von Hochdorf im alten Schloss Baldegg eine Schule errichtet. Hier sollten nicht nur junge Frauen vom Land eine Grundausbildung erhalten, sondern auch Lehrerinnen für Mädchenschulen ausgebildet und Schwestern befähigt werden, Armen- und Waisenhäuser zu führen.
Sieben leibliche Schwestern der Familie Hartmann aus dem Bauerngut Hilty bei Hohenrain stellten sich für diese Aufgabe zur Verfügung. Sie begaben sich am 2. Februar 1830 unter der Leitung des Kaplans Josef Leonz Blum ins Schloss Baldegg. Dies war die Keimzelle der Ordensgemeinschaft der Baldegger Schwestern. Bald kamen weitere junge Bauerntöchter dazu, und so entstand die «Genossenschaft armer Mägde bei St. Jost zu Baldegg». 1844 wurde die Kongregation vom Bischof von Basel anerkannt.
Die junge Schwesterngemeinschaft hatte es in der damaligen Zeit nicht einfach. In den Wirren des Sonderbundskrieges wurde sie dreimal aufgehoben und die Schwestern wurden an verschiedene Orte vertrieben. Einige Schwestern wichen nach Cham ZG aus, wo sie eine Mädchenschule gründeten. 1859 übernahm die Gemeinschaft die Regel des regulierten dritten Ordens des heiligen Franziskus von Assisi; 1863 wurde sie von der Luzerner Regierung anerkannt. 1866 legten sieben Novizinnen in Baldegg ihre Profess ab. Sie arbeiteten in Dorfschulen und Bürgerheimen.
In den 1920er Jahren vervierfachte sich die Zahl der Schwestern auf 500, 1940 waren es über 900. 1921 reisten die ersten sechs Schwestern mit sechs Kapuzinern in ein von Papst Benedikt XV. übertragenes Missionsgebiet in Tanganjika (später Tansania). Die Möglichkeit, in die Mission zu gehen, machte die Gemeinschaft für viele junge Frauen attraktiv. Zeitweise waren über 100 Baldegger Schwestern in Afrika.
Aus Platzmangel musste das Schloss 1939 mit der Institutskirche erweitert werden. Mit der grösseren Mitgliederzahl konnten neue Aufgaben übernommen werden: 1940 wurde die interne Pflegerinnenschule nach Sursee verlegt und in Baldegg eine Real- und Sekundarschule sowie ein Lehrerinnenseminar betrieben.

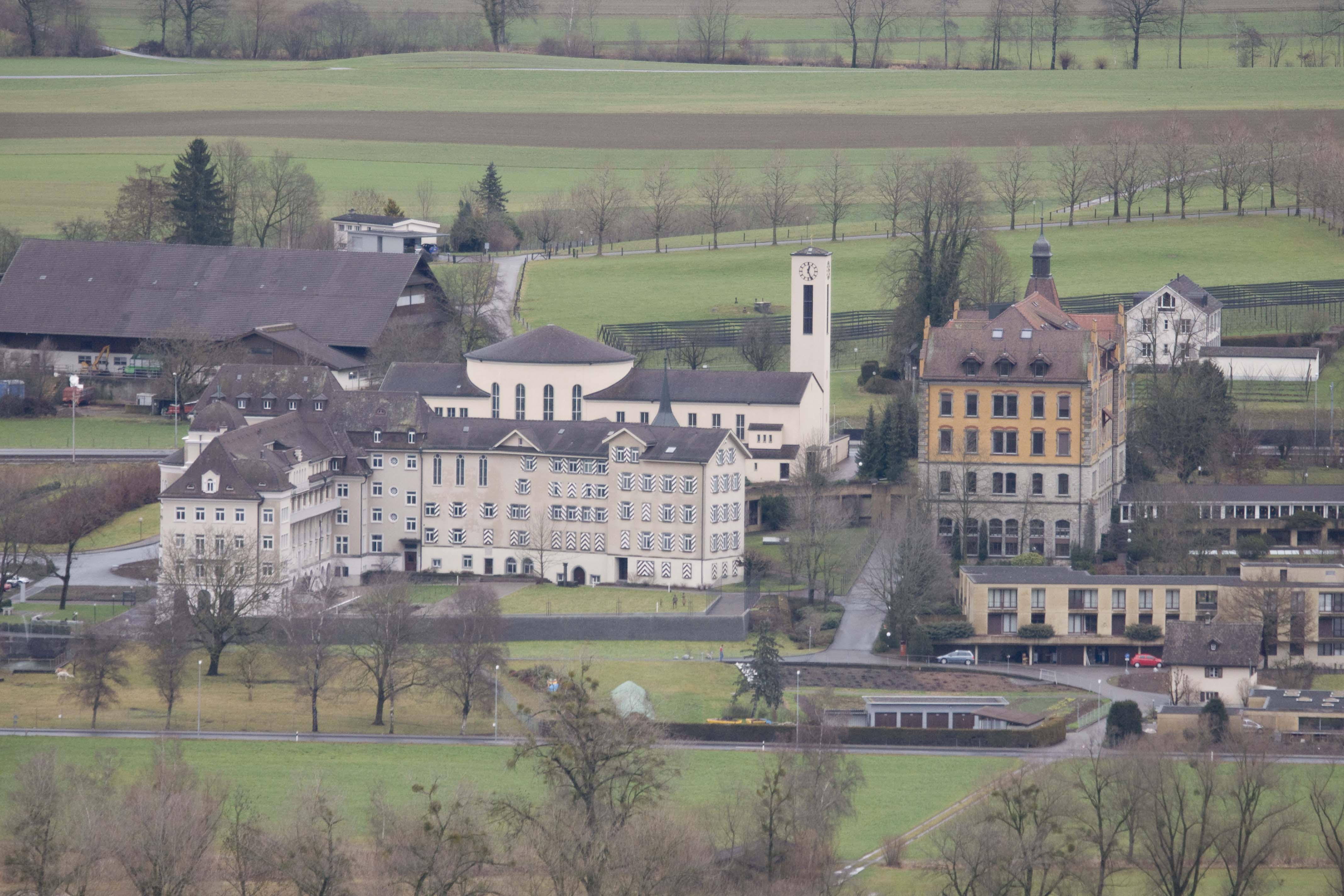
Kloster/Schloss und Institut Baldegg (2011)

Das 1961 von der Kirche ausgerufene Missionsjahr bildete den Höhepunkt der Missionsbewegung. 1964 gehörten 1018 Ordensfrauen zur Gemeinschaft. Der Eintritt ins Kloster ermöglichte den Frauen oft selbstbestimmter zu leben und selbstständiger zu arbeiten, als dies damals ausserhalb möglich war.
Aus den Dienst- und Lehrschwestern wurde im Laufe der Zeit ein internationaler Orden mit klösterlichen Betrieben in Amden, Baldegg, Bourguillon, Hertenstein und Crans-Montana sowie ausländischen Gemeinschaften in Tansania (seit 1921), Äthiopien, Papua-Neuguinea (seit 1969) und Bosnien.
Das Zweite Vatikanische Konzil löste grundsätzliche Diskussionen über das Ordensleben und den Einsatz in anderen Missionsgebieten aus und führte zu Spannungen in der Gemeinschaft und zum Rückgang von Klostereintritten. Manche Dienste (Pflegebereich, Schulen), die früher von Klosterfrauen erbracht worden waren, übernahm nun die öffentliche Hand.
2020 lebten noch rund 220 Baldegger Schwestern, davon etwa 200 in Baldegg und sechs in Missionsstationen.

## Papua-Neuguinea

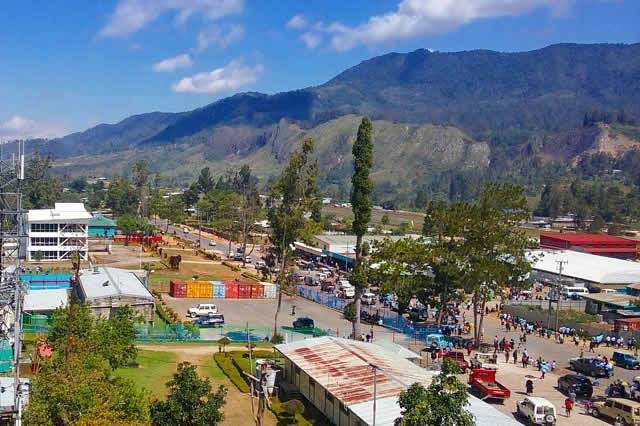
Mendi (2020)

Trotz Rückgang der Klostereintritte suchten die Verantwortlichen ein neues Missionsgebiet und fanden es in dem von Papst Johannes XXIII. neu gegründeten Bistum in Mendi, der Provinzhauptstadt des Südlichen Hochlandes von Papua-Neuguinea (PNG). Im Hochland ist das Klima weniger heiss als in Tansania. 1969 reisten die ersten fünf Schwestern (Krankenpflegerinnen, Hebamme, Handarbeitslehrerinnen, später Primarlehrerinnen) in das unwegsame Hochland, wo sie im tropischen Regenwald im abgelegenen Dorf «Det» die Kultur kennenlernen und das Vertrauen der Bevölkerung gewinnen mussten, um eine Missionsstation (Gesundheitszentrum, Ambulatorium, Gebärabteilung, Schule für einheimische Pflegeschüler, HIV-Abteilung) aufbauen zu können.
1970 begleitete eine Schwester unter erschwerten Bedingungen die erste Geburt als Hebamme. Mit der Zeit wurden jeden Monat etwa 2000 Kinder in den abgelegenen Dörfern auf ihre Gesundheit untersucht und geimpft sowie die Mütter beraten. Die Schwestern nahmen auch kleinere Operationen vor, wenn der Transport in den Spital in Mendi nicht möglich war. 1987 trat in Papua-Neuguinea erstmals AIDS auf und verbreitete sich rasch. Die Schwestern entwickelten ein international beachtetes Präventions- und Pflegeprogramm (Ausbildung einheimischer Aidsberater, Abgabe von Kondomen, Aufbau von Aidsstationen, Abgabe von HIV-Medikamenten, Verhinderung der Übertragung von der Mutter auf den Säugling).
Wegen Stammeskämpfen musste die Station 1998 von Det nach Mendi verlegt werden. Dort entstand im Rahmen des Catholic Health Service eine Strategie, um die Gesundheit von Müttern und Kindern zu verbessern sowie Gesundheitspersonal über HIV/AIDS weiterzubilden und die Öffentlichkeit zu sensibilisieren. Um 2000 betrieb die Kirche in der Region zwölf Gesundheitszentren mit HIV-Abteilungen, drei Aidszentren (als grösstes 2005 die «Epeanda Klinik» in Mendi).

## Klosteranlage

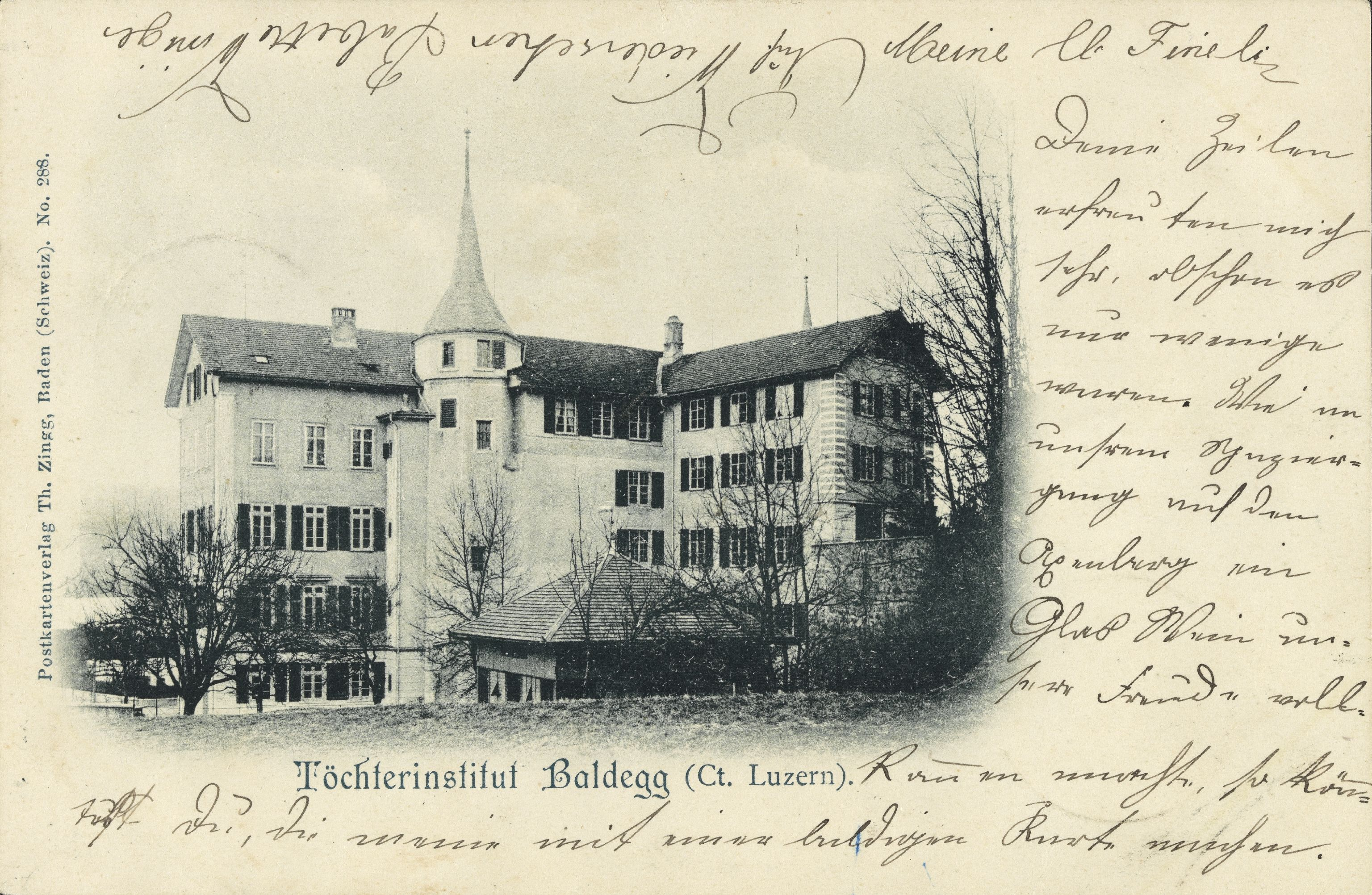
Töchterinstitut um 1900

Als Mitbesitzer des spätmittelalterlichen Schlosses Baldegg (jüngere Burg) ermöglichte der Hochdorfer Kaplan Josef Leonz Blum durch Gründung eines Hilfsvereins den Erwerb und die Finanzierung der Gebäude. Hier begründete er die erste schweizerische Schulschwesternkongregation zur Erziehung der ländlichen weiblichen Jugend.
Die jüngere Burg wurde nach der Gründung des katholischen Töchterinstitutes 1830 nach und nach bis auf einen kleinen Mauerrest abgetragen. 1903 wurde das grosse Institutsgebäude im Jugendstil für das Lehrerinnenseminar gebaut, das seit 2006 die Kantonsschule Seetal beherbergt.
Die neugotische Kapelle von 1865 wurde 1939 durch die heutige grosse Institutskirche ersetzt. Diese wurde im Stil der frühen Moderne mit traditioneller Ausstattung durch die Architekten Alois Stadler und Gisbert Meyer erstellt. Die Wandmalereien stammen von Fritz Kunz. Schutzpatrone sind die Heiligen Jost, Luzia und Ottilia.

Klosteranlage, Mutterhaus der Baldegger Schwestern, Architekten: Marcel Breuer und Robert F. Gatje, Foto: Josef Schmid, Comet Photo, Bildarchiv der ETH-Bibliothek, Zürich, 1975

Das von 1968 bis 1972 gebaute Mutterhaus bildet das neue Zentrum der Gemeinschaft. Hier beginnen junge Frauen ihr Ordensleben und kehren im Alter zurück. Das ordenseigene Pflegeheim «Sonnhalde Baldegg» bildet einen Teil der klösterlichen Anlage. Das Mutterhaus wurde von den Architekten Marcel Breuer und Robert F. Gatje aus New York entworfen.
Aus den umgebauten Gebäuden des alten Klosters und des Schloss Baldegg ist die heutige Klosterherberge entstanden. Zum Kloster Baldegg gehören ein grosser Landwirtschaftsbetrieb und eine Gärtnerei. Der Klosterhof und die Klostergärtnerei sind verpachtet.

## Anerkennung
- 2008 wurde mit dem Anerkennungspreises der Alois und Jeanne Jurt-Stiftung der jahrzehntelange Einsatz der Baldegger Schwestern in Papua-Neuguinea geehrt.[6]